# William Le Queux

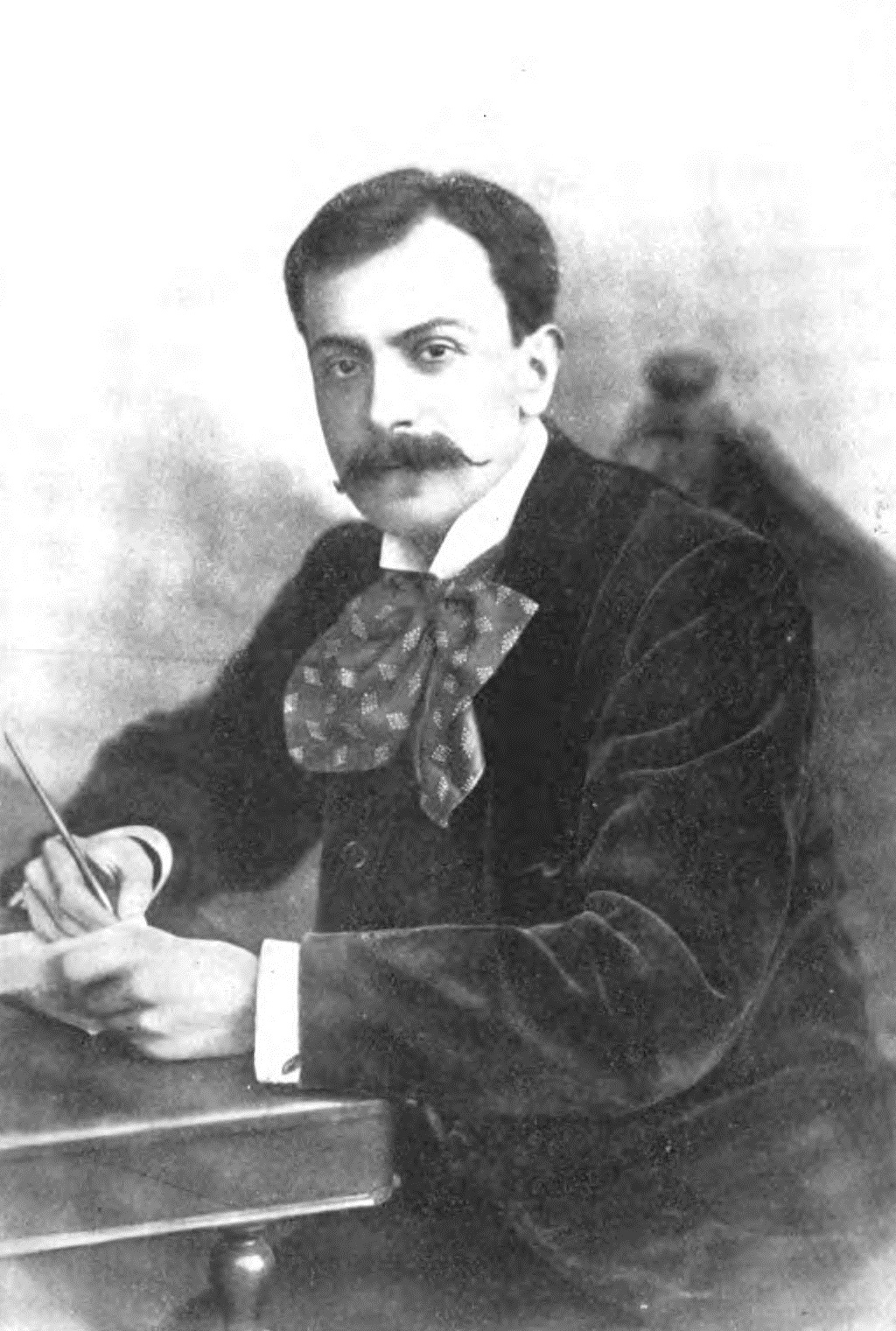
William Le Queux

William Tufnell Le Queux (* 2. Juli 1864 in London, England; † 13. Oktober 1927 in Knokke, Westflandern) war ein englischer Journalist, Schriftsteller und Diplomat französischer Abstammung.

## Leben
Le Queux war der Sohn eines französischen Tuchhändlers aus London und dessen britischer Ehefrau. Seine Schulzeit verbrachte er in England und studierte anschließend Kunst; u. a. bei Ignace Spiridon (1860–1900). Nach erfolgreichem Abschluss seines Studiums unternahm Le Queux eine Grand Tour, die ihn – meistenteils zu Fuß – durch Deutschland, Italien und Frankreich führte.
Im Herbst 1898 kehrte er nach London zurück und gründete dort die Zeitschriften „Gossip“ und „Picadilly“, welche aber bereits nach wenigen Ausgaben ihr Erscheinen wieder einstellten. Ab 1891 berichtete Le Queux exklusiv aus dem Parlament für die Zeitung „The Globe“. Diese Aufgabe legte er 1893 nieder und widmete sich nur noch seinem eigenen literarischen Schaffen.
Ab dem Ersten Weltkrieg beschäftigte sich Le Queux sehr intensiv mit dem neuen Medium Radio und dessen Möglichkeiten. Ab 1924 beteiligte er sich dabei an verschiedenen Experimenten; u. a. assistierte er John Logie Baird bei dessen Versuchen in den Schweizer Bergen. Le Queux wurde Mitglied des Institute of Radio Engineers und man wählte ihn im selben Jahr auch zum ersten Präsidenten der neugegründeten Hastings, St. Leonard's and District Radio Society.
Im Alter von 63 Jahren starb William Le Queux in Knokke (Belgien) und fand dort auch seine letzte Ruhestätte.

## Rezeption
Le Queux' Œuvre spannt einen weiten Bogen von Kriminalromanen und Thriller bis hin zu Mystery und Spionageromanen; aber auch Sachbücher, die teilweise kontroverse Diskussionen auslösten, stammen aus seiner Feder. Viele seiner Werke entstanden in Zusammenarbeit mit seinem Verleger Alfred Harmscliff. Viele von Le Queux' Geschichten erschienen erst als Fortsetzungsgeschichten in verschiedenen Boulevardzeitungen, bevor sie (manchmal in überarbeiteter Form) in Buchform erneut veröffentlicht wurden. Als einer seiner erfolgreichsten Romane gilt heute noch Die Invasion von 1910.
In dem Spionageroman Verdammte Deutsche! von Gerhard Seyfried spielen Le Queux' Bücher Spies of the Kaiser und Der Einfall der Deutschen in England sowie seine Person eine wichtige Rolle: Der Roman stellt dar, wie diese Bücher in England zum populären Glauben führen, dass das Deutsche Reich über 5000 Spione in England unterhalten würde, was dazu führt, dass sich sogar der englische Geheimdienst mit diesen offenbar frei erfundenen Behauptungen auseinandersetzt.

## Werke (Auswahl)

### Belletristik
- The eye of Istar. A romance of the land of no return[2]. Long Press, London 1921 (Nachdr. d. Ausg. London 1897)
- Der Einfall der Deutschen in England („The invasion of 1910“). Concordia Verlag, Berlin 1914 (früherer Titel Die Invasion von 1910).
- Der Giftmischer aus der Stretton Street („The Stretton Street Affair“). Sicher Verlag, Berlin 1933.
- Nr. 7 Saville Square. Kriminalroman („No. 7 Saville Square“). Verlag Payne, Leipzig 1938.
- Die Schuld einer Frau. Kriminalroman („A woman's debt“). Eden-Verlag, Berlin 1928 (Ehrlichs Kriminalbücherei; 58).
- Die schwarze Eule. Ein Roman der Überraschungen („The Black owl“). Glöckner Verlag, Berlin 1929.
- S-O-S. Ein Notschrei aus dem Äther. Kriminalroman („The marked man“). Oldenburg Verlag, Leipzig 1929 (Meister des Kriminalromans; 2).

### Sachbücher
- The Near East. The present situation in Montenegro, Bosnia, Serbia, Bulgaria, Roumania, Turkey and Macedonia. London 1907.
- Plotting the downfall of England. Cassell, London 1996, ISBN 0-7146-4278-9 (früherer Titel Spies of the Kaiser).
- Further secrets of Potsdam. London 1917.
- Love intrigues of the Kaiser's Sons. London 1918.
- The minister of Evil. The secret history of Rasputin's betrayal of Russia. London 1917.
- Rasputinism in London. Revelations of the secret cult of Beauty and Happiness established by the monk Grichtaka. London 1919.
- Things I know about kings, celebrities and crooks. London 1923 (Autobiographie).